# Liverpool John Moores University
Die Liverpool John Moores University (LJMU) ist eine staatliche Universität in Liverpool, Großbritannien.
Angesiedelt ist die LJMU auf dem City Campus im Zentrum Liverpools sowie auf dem IM Marsh Campus in Aigburth und dem Mount Pleasant Campus am Rande von Liverpool. Sie ist Teil der Association of Commonwealth Universities.

## Struktur
Über 1.500 Professoren, Dozenten und Wissenschaftliche Mitarbeiter lehren und forschen in fünf Fakultäten (Stand 2021):
- Wirtschafts- und Rechtswissenschaften (Business and Law)
- Künste, Fachstudien und Sozialwissenschaften (Arts, Professional and Social Studies), einschließlich Design, Pädagogik und Geisteswissenschaften
- Medizin (Gesundheitswissenschaften, Health), einschließlich Psychologie und Geburtshilfe
- Naturwissenschaften (Sciences), wozu hier Pharmazie und Biowissenschaften zählen
- Ingenieurswesen und Technologie (Engineering and Technology), wozu hier auch Astrophysik und Informatik zählen

Neben Partnerschaften für Austauschprogramme bietet die Universität gemeinsam mit dem walisischen Centre for Alternative Technology (CAT) ein psychologisches Masterprogramm mit Nachhaltigkeitsfokus an.

## Geschichte
Älteste Vorläuferin der heutigen Universität ist die 1823 gegründete Liverpool Mechanics' School of Arts, eine Grammar School für Jungen mit technischem Schwerpunkt. 1832 wurde diese Einrichtung um ein Mechanics’ Institute für die Erwachsenenbildung ergänzt und in Liverpool Mechanics' Institution umbenannt. Im Laufe der Zeit gingen mehrere andere Schulen und Colleges in ihr auf. 1970 wurden vier Einrichtungen – das aus der ursprünglichen Schule entstandene Regional College of Technology, die Schule für Kunst und Gestaltung College of Art and Design, die kaufmännische School and College of Commerce sowie das College of Building für Bauingenieurwesen – zu einer technischen Hochschule unter dem Namen Liverpool Polytechnic zusammengeschlossen.
1992 erhielten unter anderem 33 englische polytechnics, darunter auch Liverpool Polytechnic, Universitätsstatus. Um die neue Universität von der University of Liverpool unterscheiden zu können, wurde sie nach dem Unternehmer und Philanthropen John Moores benannt.

## Leitung
Das Amt des Chancellor („Kanzler“) der LJMU ist ausschließlich repräsentativ, er vertritt die Universität bei offiziellen Anlässen. 1999 bis 2006 hatte Cherie Blair, die Ehefrau von Premierminister Tony Blair dieses Amt inne, von 2008 bis 2013 Brian May, der Gitarrist der Rockgruppe Queen. May wurde 2007 am Imperial College London in Astrophysik promoviert und hatte für seine Dissertation das der LMJU gehörende Liverpool Telescope auf La Palma benutzt.
Auch das Amt des Pro-Chancellor ist rein repräsentativ. Erster Pro-Chancellor der LMJU war von 1992 bis 1994 John Moores' Sohn, John Moores Jr. (1926–2012).
Die eigentliche, administrative Leitung der LMJU ist Aufgabe des Vice-Chancellor.

## Zahlen zu den Studierenden
Von den 25.050 Studenten des Studienjahrens 2019/2020 waren 13.585 weiblich (54,2 %) und 11.465 (45,8 %) männlich. 19.290 Studierende kamen aus England, 60 aus Schottland, 1.580 aus Wales, 2.050 aus Nordirland, 505 aus der EU und 1.450 aus dem Nicht-EU-Ausland. 20.105 (80,3 %) der Studierenden strebten 2019/2020 ihren ersten Studienabschluss an, sie waren also undergraduates. 4.945 (19,7 %) arbeiteten auf einen weiteren Abschluss hin, sie waren postgraduates. Davon waren 500 Doktoranden und arbeiteten also in der Forschung.